# Ушаково (Калужская область)
Ушако́во — деревня в Малоярославецком муниципальном районе Калужской области. Входит в состав сельского поселения «Деревня Прудки».

## Население
| 2002 | 2010 |
| ---- | ---- |
| 3    | ↗4   |

## Улицы
В деревне имеются две улицы: Дачная и Зелёная.